# Paroisses de l'État de Louisiane
 (signalé en juillet 2025).
Si vous disposez d'ouvrages ou d'articles de référence ou si vous connaissez des sites web de qualité traitant du thème abordé ici, merci de compléter l'article en donnant les références utiles à sa vérifiabilité et en les liant à la section « Notes et références ».
- Archive Wikiwix
- Bing
- Cairn
- DuckDuckGo
- E. Universalis
- Gallica
- Google
- G. Books
- G. News
- G. Scholar
- Persée
- Qwant
- (zh) Baidu
- (ru) Yandex
- (wd) trouver des œuvres sur Wikidata

Une paroisse (en anglais : parish) est une subdivision de l’État fédéré de Louisiane, aux États-Unis. Elle a un rôle administratif comparable à celui du comté dans les autres États fédérés des États-Unis (l'État fédéré d'Alaska, quant à lui, est divisé en boroughs). 
En 2022, l'Etat de Louisiane compte soixante-quatre paroisses.
Ce particularisme vient du mode d'administration français. Le modèle suivit l'organisation territoriale de l'Église catholique, particulièrement active pendant la colonisation (ordres missionnaires, jésuites, ursulines...)
Après l’achat de la Louisiane en 1803, le conseil législatif territorial a divisé le territoire d'Orléans en douze comtés. Les frontières de ces comtés étaient mal définies, mais elles coïncidaient à peu près avec les paroisses coloniales, et utilisaient donc les mêmes noms.
Le 31 mars 1807, la législature territoriale crée dix-neuf paroisses sans abolir les anciens comtés dont le terme continuera d’exister jusqu’en 1845. En 1811, une convention constitutionnelle a été tenue pour préparer l’admission de la Louisiane dans l’Union. Le territoire a été organisé en sept districts judiciaires, chacun composé de groupes de paroisses. En 1816, la première carte officielle de l’État utilisait le terme paroisse, tout comme la constitution de 1845. Depuis lors, le terme officiel de paroisse a été consacré.
Le 30 avril 1812, l’État a été admis à l’Union avec vingt-cinq paroisses. Les dernières créations remontent à 1912.

## Liste des paroisses
- Acadie
- Allen
- Ascension
- Assomption
- Les Avoyelles
- Bâton-Rouge Est
- Bâton-Rouge Ouest
- Beauregard
- Bienville
- Bossier
- Caddo
- Calcasieu
- Caldwell
- Cameron
- Carroll Est
- Carroll Ouest
- Catahoula
- Claiborne
- Concordia
- De Soto
- Évangéline
- Féliciana Est
- Féliciana Ouest
- Franklin
- Grant
- Ibérie
- Iberville
- Jackson
- Jefferson
- Jefferson Davis
- La Salle
- La Fayette
- La Fourche
- Lincoln
- Livingston
- Madison
- Morehouse
- Les Natchitoches
- Orléans
- Ouachita
- Plaquemine
- La Pointe Coupée
- Les Rapides
- La Rivière Rouge
- Richland
- Sabine
- Saint-Bernard
- Saint-Charles
- Sainte-Hélène
- Saint-Jacques
- Saint-Jean-Baptiste
- Saint-Landry
- Saint-Martin
- Saint-Marie
- Saint-Tammany
- Tangipahoa
- Tensas
- Terrebonne
- Union
- Vermillon
- Vernon
- Washington
- Webster
- Winn